# Акриловая кислота
Акри́ловая кислота́ (пропе́новая кислота́, этиле́нкарбо́новая кислота́) — органическое соединение, простейший представитель одноосновных непредельных карбоновых кислот. Формула: СН2=СН−СООН.

## Физические свойства
Акриловая кислота представляет собой бесцветную жидкость с резким запахом уксуса, растворимую в воде и органических растворителях. Её плотность при стандартных условиях равна 1,051 г/см3, температура плавления +13 °C, температура кипения +141 °C.

## Синтез
Для синтеза акриловой кислоты применяют парофазное окисление пропена кислородом воздуха на висмутовых, кобальтовых или молибденовых катализаторах:
{\displaystyle {\ce {CH2=CH-CH3 + O2 -> CH2=CH-COOH}}}
Раньше использовалась реакция взаимодействия ацетилена, оксида углерода(II) и воды:
{\displaystyle {\ce {HC#CH + CO + H2O -> CH2=CH-COOH}}}
или кетена с формальдегидом:
{\displaystyle {\ce {CH2=C=O + HCHO -> CH2=CH-COOH}}}
Компанией Rohm and Haas разрабатывается технология синтеза акриловой кислоты из пропана.

## Химические свойства
Обладает химическими свойствами карбоновых кислот: взаимодействует с активными металлами, основаниями, с солями более слабых кислот с образованием солей, со спиртами с образованием сложных эфиров.
Акриловая кислота образует соли, хлорангидрид, ангидриды, сложные эфиры, амиды и пр. Она вступает в реакции присоединения, характерные для этиленовых углеводородов. При действии амальгамы натрия в водном растворе и гидрировании в жидкой фазе в присутствии Ni, Pt, Pd в пропионовую кислоту. Присоединение протонных кислот, воды и NH3 происходит против правила Марковникова с образованием замещённых производных. Как диенофил акриловая кислота участвует в диеновом синтезе. Конденсируется с солями арилдиазония (реакция Меервейна):
{\displaystyle n{\text{-}}{\ce {ClC6H4N2Cl + CH2=CH-COOH -> {}}}n{\text{-}}{\ce {ClC6H5CH=CH-COOH + N2}}}
При УФ облучении или в кислых водных растворах (рН = 1), а также в присутствии инициаторов полимеризации образует полиакриловую кислоту ([−СН2−СН(СООН)−]n).

## Применение
Акриловая кислота и её производные используются при производстве акриловых эмульсий для лакокрасочных материалов, пропитки тканей и кожи, в качестве сырья для полиакрилонитрильных волокон и акриловых каучуков, строительных смесей и клеёв. Значительная часть акриловой кислоты используется также при производстве суперабсорбентов.
В производстве полимеров широко применяют сложные эфиры акриловой и метакриловой кислот, главным образом метиловые эфиры: метилакрилат и метилметакрилат.